# Voleibol sentado en los Juegos Paralímpicos de París 2024
El Voleibol sentado en los Juegos Paralímpicos de París 2024 se llevó a cabo del 29 de agosto al 7 de septiembre en el Parc des Expositions de Villepinte en París, Francia en masculino y femenino.

## Participantes

### Masculino
| Clasificatorio                                           | Fecha                            | Sede     | Plazas | Clasificado                |
| -------------------------------------------------------- | -------------------------------- | -------- | ------ | -------------------------- |
| Anfitrión                                                |                                  |          | 1      | Francia (FRA)              |
| Campeonato Mundial de Voleibol sentado de 2022           | 4–11 de noviembre de 2022        | Sarajevo | 1      | Irán (IRI)                 |
| Campeonato Panamericano de Voleibol sentado de 2023      | 9–13 de mayo de 2023             | Edmonton | 1      | Brasil (BRA)               |
| Campeonato de Voleibol sentado de Asia y Oceanía de 2023 | 3–8 de julio de 2023             | Astaná   | 1      | Kazajistán (KAZ)           |
| Campeonato Europeo de Voleibol sentado de 2023           | 9–15 de octubre de 2023          | Caorle   | 1      | Bosnia y Herzegovina (BIH) |
| Copa Mundial de Voleibol sentado de 2023                 | 11–18 de noviembre de 2023       | El Cairo | 1      | Alemania (GER)             |
| Campeonato Africano de Voleibol sentado de 2024          | 29 de enero–3 de febrero de 2024 | Lagos    | 1      | Egipto (EGY)               |
| Torneo Clasificatorio Paralímpico de 2024                | 3–10 de abril de 2024            | Dali     | 1      | Ucrania (UKR)              |
| Total                                                    |                                  |          | 8      |                            |

### Femenino
| Clasificatorio                                           | Fecha                            | Sede     | Plazas | Clasificado                   |
| -------------------------------------------------------- | -------------------------------- | -------- | ------ | ----------------------------- |
| Anfitrión                                                |                                  |          | 1      | Francia (FRA)                 |
| Campeonato Mundial de Voleibol sentado de 2022           | 4–11 de noviembre de 2022        | Sarajevo | 1      | Brasil (BRA)                  |
| Campeonato Panamericano de Voleibol sentado de 2023      | 9–13 de mayo de 2023             | Edmonton | 1      | Estados Unidos (USA)          |
| Campeonato de Voleibol sentado de Asia y Oceanía de 2023 | 3–8 de julio de 2023             | Astaná   | 1      | República Popular China (CHN) |
| Campeonato Europeo de Voleibol sentado de 2023           | 9–15 de octubre de 2023          | Caorle   | 1      | Italia (ITA)                  |
| Copa Mundial de Voleibol sentado de 2023                 | 12–18 de noviembre de 2023       | El Cairo | 1      | Canadá (CAN)                  |
| Campeonato Africano de Voleibol sentado de 2024          | 29 de enero–3 de febrero de 2024 | Lagos    | 1      | Ruanda (RWA)                  |
| Torneo Clasificatorio Paralímpico de 2024                | 3–10 de abril de 2024            | Dali     | 1      | Eslovenia (SLO)               |
| Total                                                    |                                  |          | 8      |                               |

## Resultados
| Evento    | Oro | Plata | Bronce |
| --------- | --- | --- | --- |
| Masculino | Irán (IRI) Hamidreza Abbasifeshki Morteza Mehrzad Meisam Ali Pour Davoud Alipourian Meysam Hajibabaei Movahhed Mohammed Nemati Sadegh Bigdeli Majid Lashkarisanami Hossein Golestani Isa Zirahi Ramezan Salehihajikolaei Mahdi Babadi | Bosnia y Herzegovina (BIH) Ismet Godinjak Adnan Manko Stevan Crnobrnja Armin Šehić Asim Medić Mirzet Duran Nizam Čančar Edin Dino Sabahudin Delalić Safet Alibašić Dževad Hamzić Ermin Jusufović | Egipto (EGY) Hesham Elshwikh Mohamed Hamdy Elsoudany Ashraf Zaghloul Abdelaziz Abdalla Ahmed Mohammed Soliman Khamis Ahmed Mohammed Fadl Hossam Massoud Elsayed Moussa Saad Moussa Abdelnaby Hassan Ahmed Abdellatif Zakareia Abdo Mohamed Abouelyazeid Ahmed Zikry Metawa Abouelkhir |
| Femenino  | Estados Unidos (USA) Heather Erickson Monique Matthews Whitney Dosty Kaleo Kanahele Maclay Lora Webster Nicky Nieves Tia Edwards Bethany Zummo Alexis Shifflett Sydney Satchell Katie Holloway Bridge Emma Schieck                    | República Popular China (CHN) Lyu Hongqin Zhao Meiling Qiu Junfei Zhang Xufei Li Ting Huang Lu Wang Yanan Zhang Lijun Su Limei Tang Xuemei Xu Yixiao Hu Huizi                                    | Canadá (CAN) Julie Kozun Allison Lang Felicia Voss-Shafiq Anne Fergusson Jolan Wong Heidi Peters Sarah Melenka Jennifer McCreesh Katelyn Wright Jennifer Oakes Danielle Ellis |